# Simon Denis

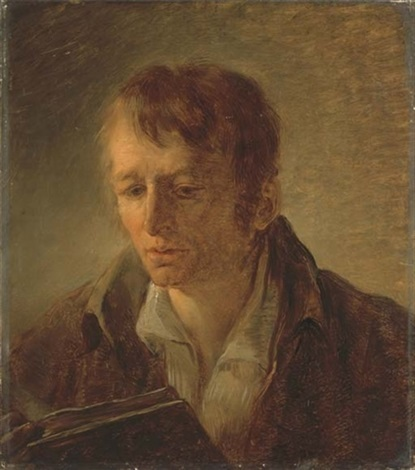
Simon Denis, zelfportret

Simon Joseph Alexandre Clément Denis (Antwerpen 14 april 1755 - Napels, 1 januari 1813) was een Vlaams kunstschilder. Hij schilderde vooral landschappen in een romantische stijl. Hij werkte het grootste deel van zijn loopbaan in Italië.

## Leven en werk
Denis was de zoon van een Oostenrijkse legerofficier die in Antwerpen gestationeerd was en een Vlaamse moeder. Hij werd opgeleid in het atelier van de vee- en landschapschilder Hendrik-Jozef Antonissen, waar hij bevriend raakte met Balthasar-Paul Ommeganck. Ommeganck en Denis zouden elkaar over en weer beïnvloeden.
Na zijn leertijd in Antwerpen vertrok Denis in 1776 naar Parijs, waar hij in de leer ging bij Jean-Baptiste-Pierre Lebrun, echtgenoot van Élisabeth Vigée-Le Brun, die ook zijn beschermheer werd. Hij exposeerde driemaal in de Parijse salon. Met financiële steun van Lebrun kon hij in 1786 naar Rome vertrekken, waarna hij de rest van zijn leven in Italië zou blijven. In 1806 trok hij naar Napels, waar hij hofschilder werd van koning Jozef Bonaparte. Hij overleed er in 1813, 57 jaar oud.
Denis schilderde vooral landschappen in een romantische stijl, met veel oog voor detail en vaak met dramatische lichteffecten. In Italië maakte hij ook stadsgezichten van het oude Rome, Tivoli en later Napels, vaak vanuit een hoger gelegen standpunt, zoals een heuvel. In 1803 werd hij lid van de prestigieuze Accademia di San Luca. Zijn werk is bevindt zich onder andere in de collecties van het Koninklijk Museum voor Schone Kunsten Antwerpen, de Koninklijke Musea voor Schone Kunsten van België te Brussel, het Louvre te Parijs, de National Gallery te Londen, het Musée de Grenoble, het Metropolitan Museum of Art te New York, het J. Paul Getty Museum in Los Angeles en het Museum der bildenden Künste te Leipzig.

## Galerij

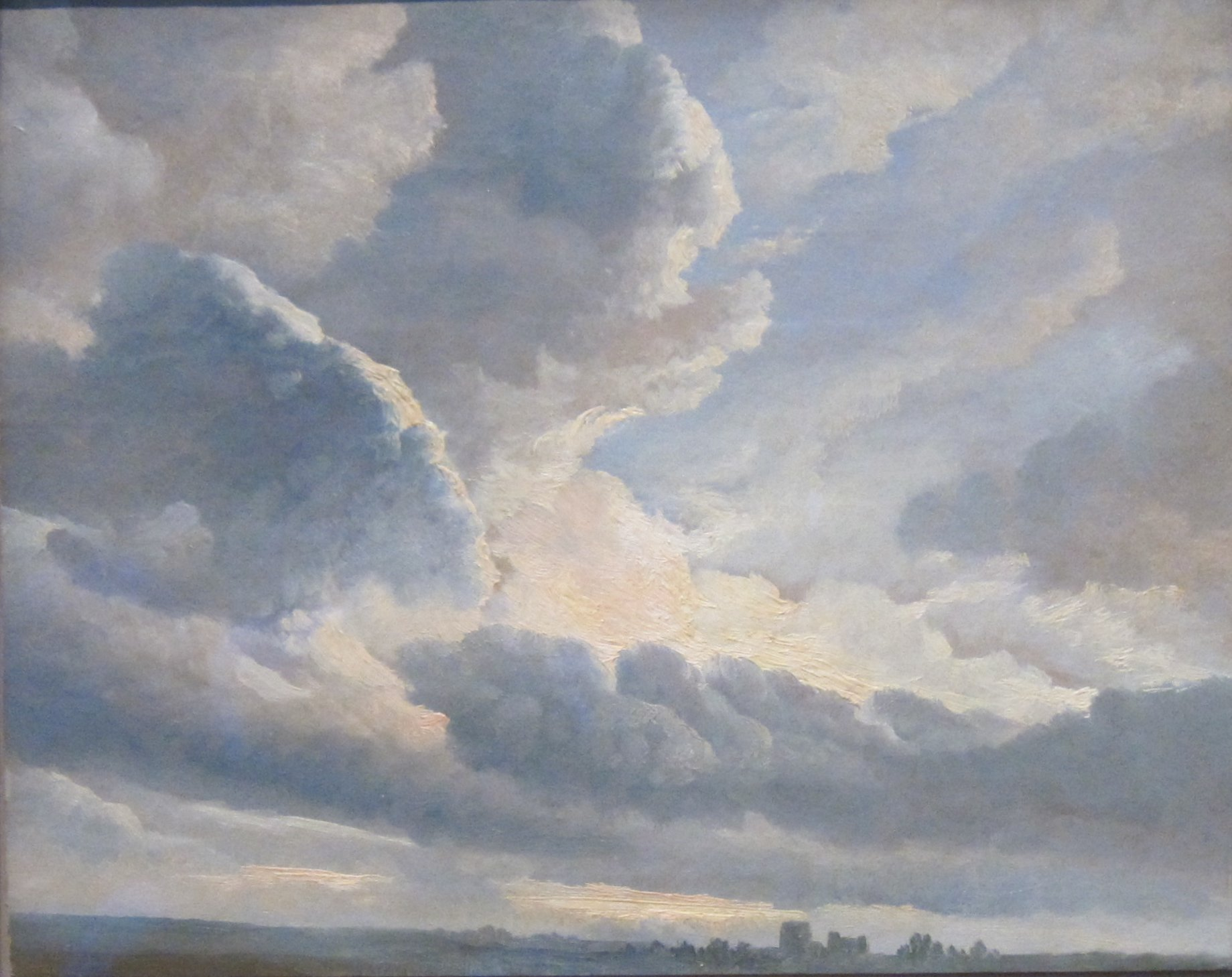
Studie met wolken, zonsondergang bij Rome
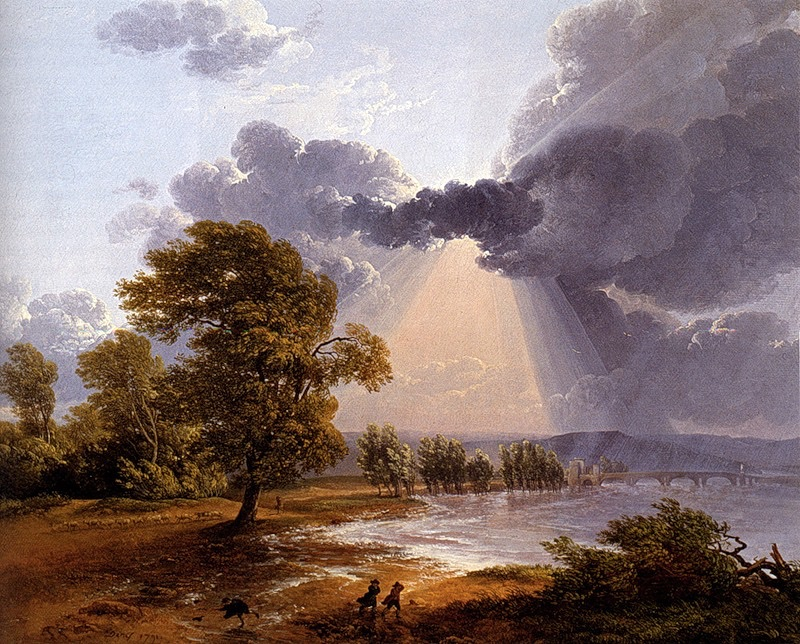
Landschap met naderende storm
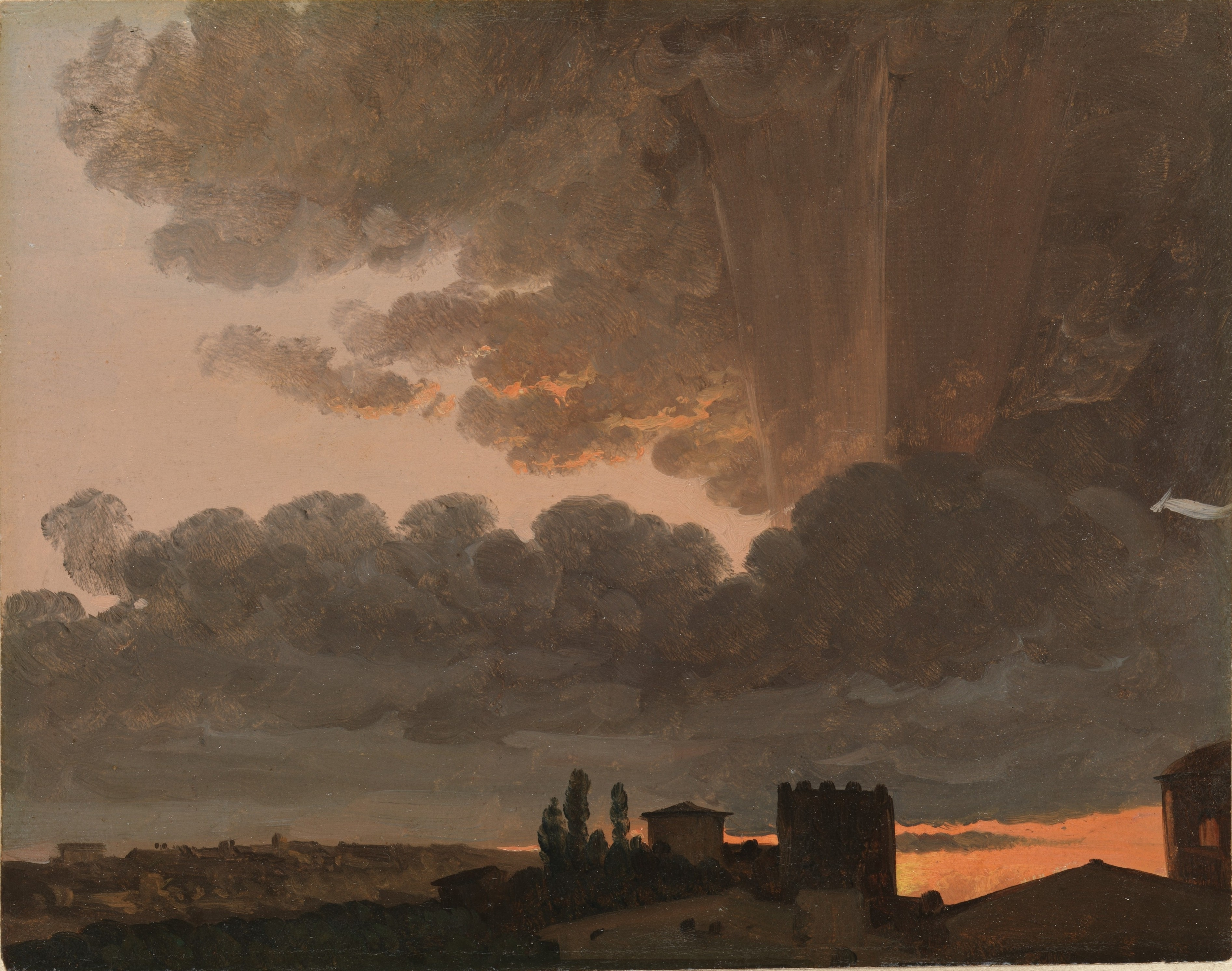
Rome, zonsondergang
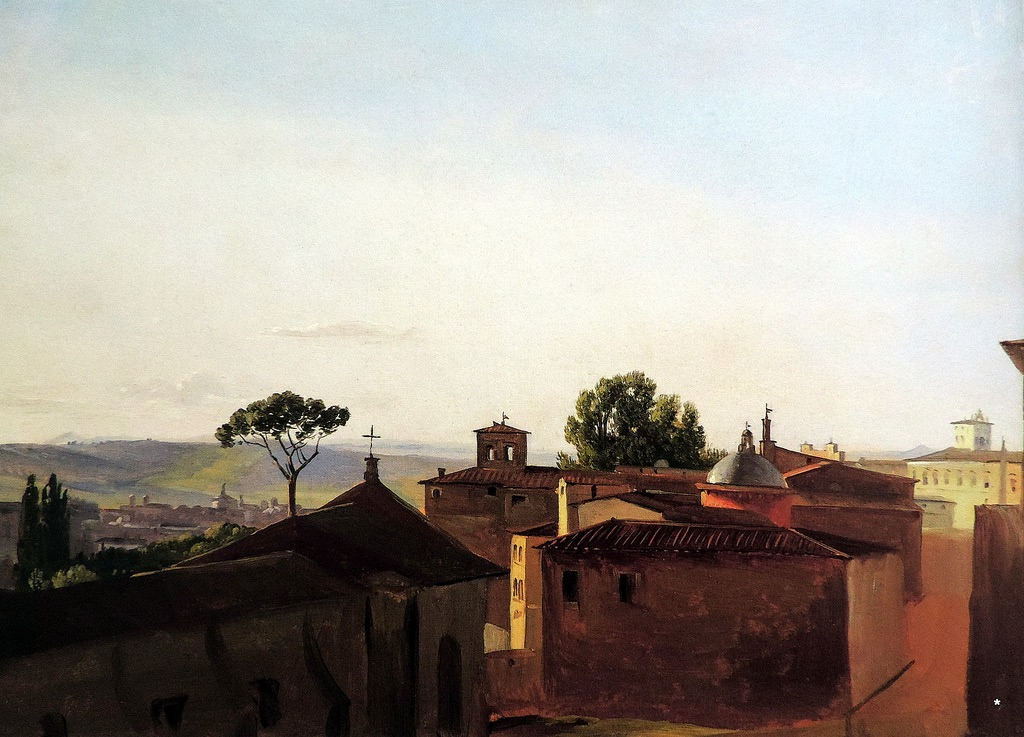
Rome, Querinal

## Noot
1. ↑  België maakte in die periode goeddeels deel uit van de Oostenrijkse Nederlanden.

- Biografisch Portaal: 69818208
- Gemeinsame Normdatei: 138839174
- International Standard Name Identifier: 0000 0001 1690 3771
- Library of Congress Control Number: no2008070925
- Nationale Bibliotheek van Tsjechië: mzk20201061431
- RKD-Nederlands Instituut voor Kunstgeschiedenis: 21960
- Système universitaire de documentation: 198105738
- Union List of Artist Names: 500007133
- Virtual International Authority File: 95724396
- WorldCat: E39PBJkXBc3MqQVHfCGBMx94bd